# Gripsholms värdshus

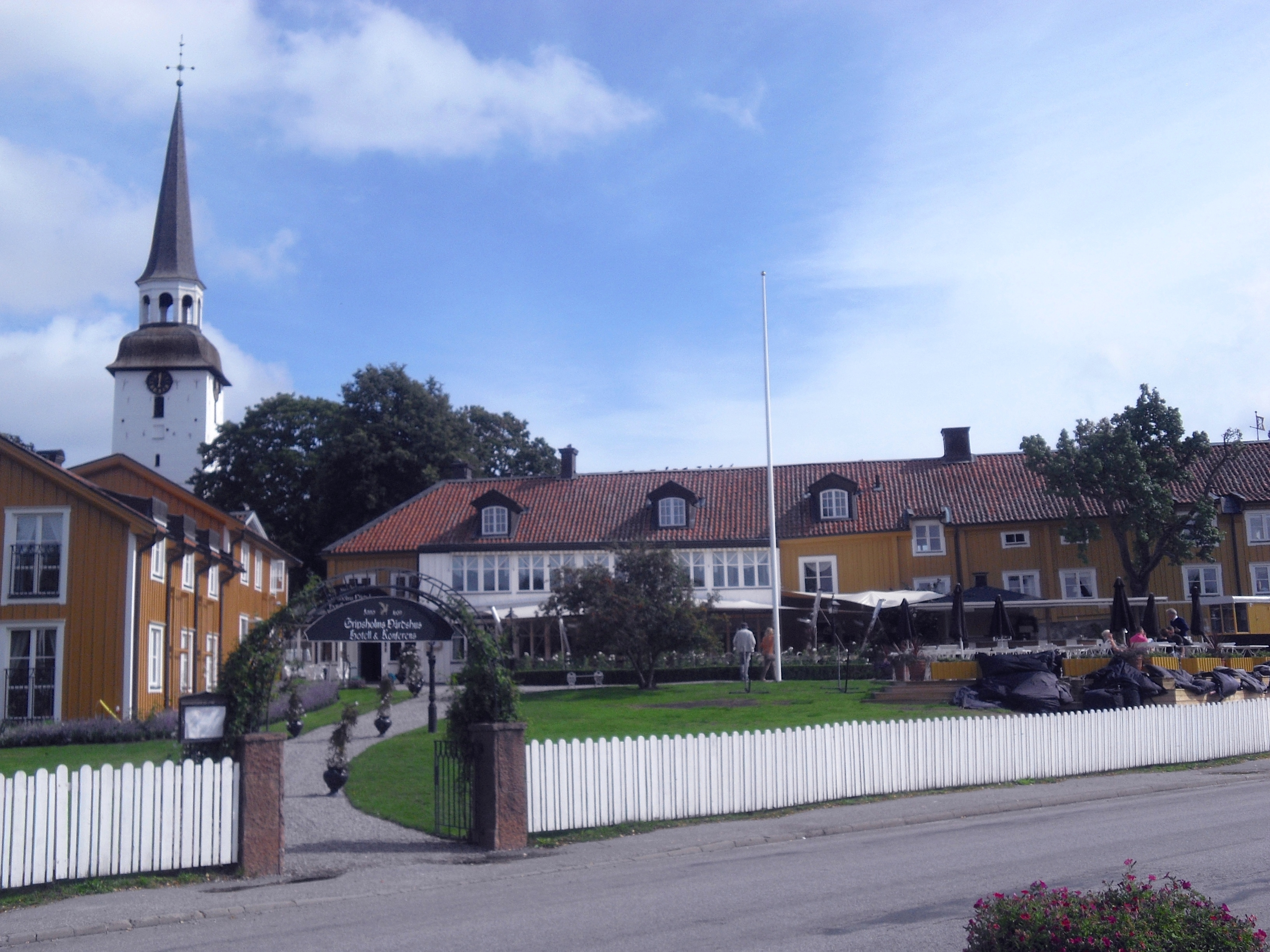
Gripsholms värdshus och Mariefreds kyrka, 2011

Gripsholms värdshus är en restaurang- och hotellrörelse i Mariefred i Södermanland. Värdshuset har anor tillbaka till 1609, då kung Karl IX gav borgerskapet i staden Mariefred rätt att tillsätta en gästgivare. Rörelsen har genom åren haft flera olika namn, bland dem Stadshotellet och Stadskällaren.

## Historia
Värdshuset ligger på mark som tillhörde Kartusianerklostret Pax Mariae, som har givit staden Mariefred sitt namn. Klostret avvecklades i mitten av 1520-talet. 
Värdshusrörelsen i Mariefred har bedrivits i flera olika byggnader. Det är inte känt exakt var det värdshus som fick sina rättigheter 1609 låg eller hur det såg ut. Den nuvarande tomten, gård 7 och 8 i kvarteret Källaren, var bebyggd senast år 1613. Värdshustomten,  I räkenskaperna för Gripsholms slott finns redan år 1592 uppgifter om en gästgivarebyggnad, men det är inte känt var den var uppförd.
År 1613 nämner Karl IX:s änka Kristina av Holstein-Gottorp i ett brev den förste kände gästgivaren vid namn, Jocim Smock.
Mellan åren 1717 och 1727 flyttade den dåvarande krögaren sin värdshusrörelse till Läggesta, strax utanför Mariefred. Det är oklart i vilken omfattning som det under denna tid och åren därefter även förekom värdshusverksamhet i själva staden.
Sedan många decennier tillbaka har det rapporterats om spökerier på värdshuset. Enligt gäster och personal är det munkarnas andar som lever kvar. Det är särskilt rum 115 och 210 som haft flest mystiska rapporter. Bland annat har gäster rapporterat att de vaknat av att deras täcke rört på sig och att det fått en känsla av att bli omstoppade. Även vinkällaren sägs vara hemsökt. Andarna på Gripsholms värdshus ska dock inte ha onda avsikter. 

## Andra verksamheter i byggnaderna
Tomten ägdes av kronan, men år 1742 såldes den till en privatperson, fabriksidkaren Johan Berg Andersson. Han lät åren 1742-43 uppföra det som idag är en del av värdshusets huvudbyggnad, mot det torg som idag heter Kyrkoplan, för att där anlägga en textilfabrik, kallade "stoff- och strumpfabrik". Fabriken tillverkade garn och strumpor och hade även ett färgeri. Fabriksverksamheten pågick med olika ägare till 1779, då den flyttade till Stockholm. Därefter kom byggnaderna åter att användas som gästgiveri och värdshus, men det förekom även andra verksamheter. Delar av husen användes som bostäder åt bland andra arbetare vid det närbelägna kronobränneriet. Det fanns även ett tryckeri på tomten.

## Renovering och klostermurar

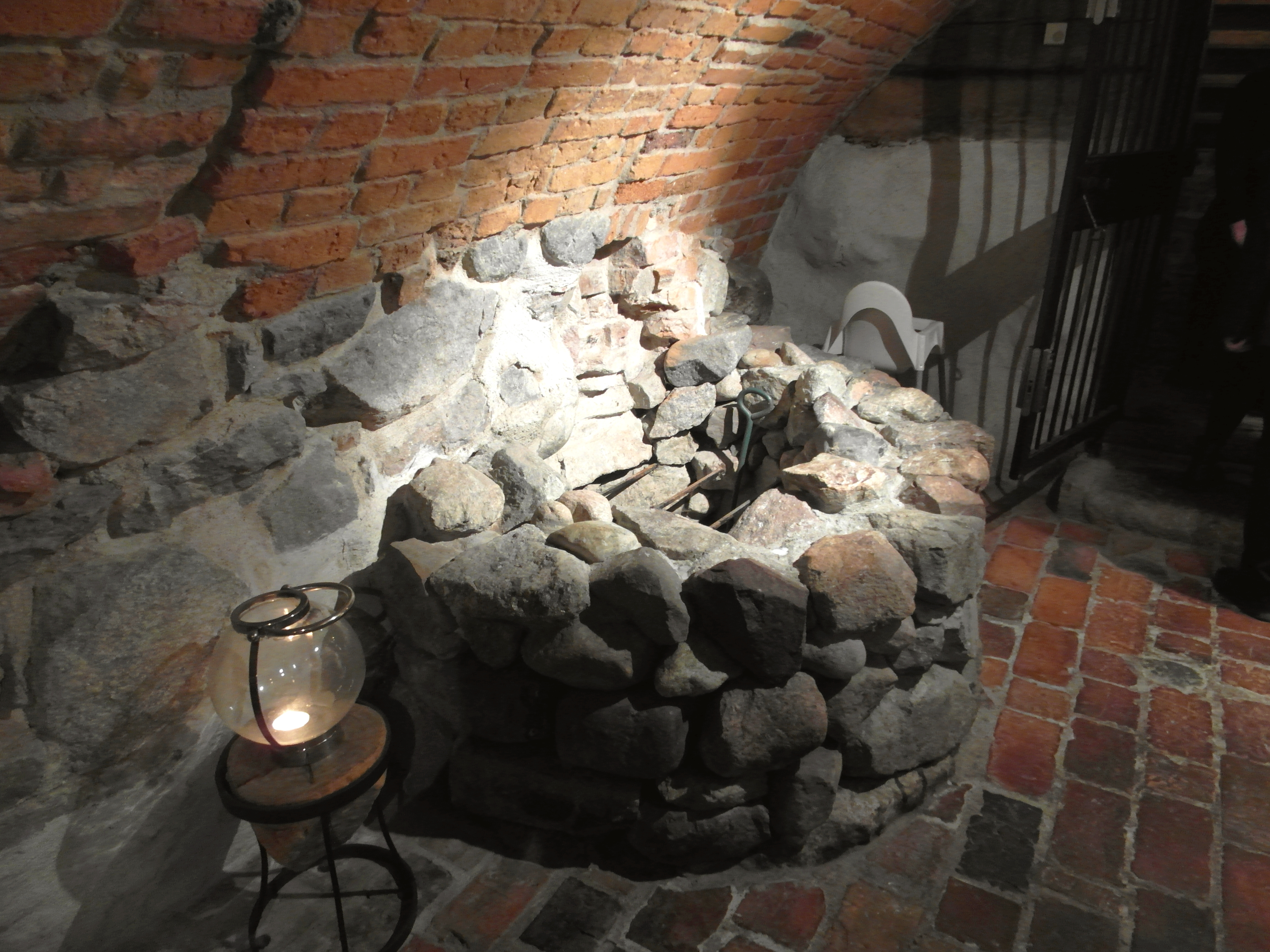
Brunn i källaren till Gripsholms värdshus. Brunnen har tillhört klosteranläggningen i Mariefred.

Området har förändrats och byggnaderna har byggts om flera gånger. År 1987 påbörjades en omfattande renovering och utbyggnad av värdshuset. På tomten och under källarplanet hittade man då rester av det gamla klostrets grundmurar. Vid murarna fann man bland annat två klosterbrunnar och ett kvarnhjul som nu finns i värdshusets vinkällare. 
Vissa av de fynd som hittades användes som inredning. Innertaket i Smockska rummet utgörs av pålar som hittades i blåleran under värdshuset. Pålarna klövs, torkades och konserverades. Riksantikvarieämbetet daterade pålarna och konstaterade att de fällts under vintern 1507. 
År 1989 återinvigdes Gripsholms värdshus. Den gamla huvudbyggnaden från mitten av 1700-talet blev förlängd med 12 meter och rymmer två av kungasviterna. Parkettgolven är ritade efter original från svenska slott och herresäten. 

## Värdshuset vid Lottenlund
Det nuvarande namnet, Gripsholms värdshus, användes mellan 1928 och 1957 av en restaurangrörelse vid Lottenlund, mellan den ursprungliga staden och Gripsholms slott. Den 22 augusti 1957 förstördes den byggnaden i en brand efter ett blixtnedslag. Den dåvarande ägaren flyttade namnet till den nuvarande gästgiveribyggnaden, som då hette Stadshotellet.